# ماتشسني بارك (إلينوي)
ماتشسني بارك (بالإنجليزية: Machesney Park)‏ هي منطقة سكنية تقع في الولايات المتحدة في إلينوي. يقدر عدد سكانها بـ 23,499 نسمة .